# The Last Supper (Cube Works Studio)

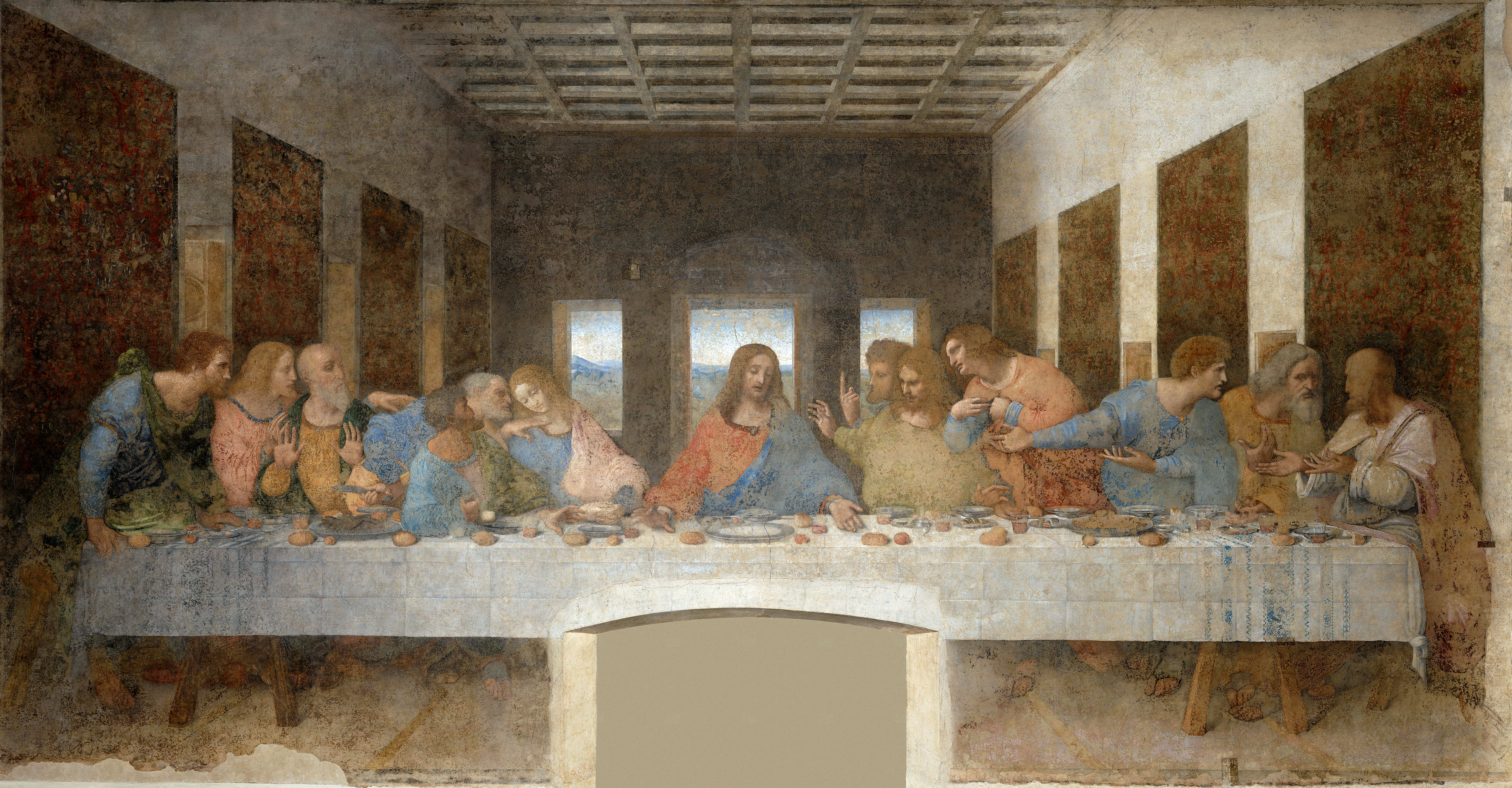
Leonardo da Vincis Abendmahl diente als Vorlage für die Künstler

Die Arbeit The Last Supper des kanadischen Künstlerstudios Cube Works Studio ist ein Kunstwerk aus Zauberwürfeln, welches im Guinness-Buch der Rekorde als größtes aus Zauberwürfeln jemals geschaffenes Kunstwerk eingetragen ist. 

## Über das Werk
In Anlehnung an Leonardo da Vincis berühmtes Wandgemälde Das Abendmahl reproduzierten fünf Künstler der Torontoner Künstlerstudios Cube Works Studio aus 4050 Rubiks Cube eine „Kopie“ des Freskos.
Es misst 2,59 in der Höhe sowie 5,18 Meter in der Breite und wiegt 500 Kilogramm. Am 23. Oktober 2009 wurde das Bild nach zwei Monaten Arbeit fertiggestellt, im Jahr 2011 fand es Eingang in das Guinness-Buch der Rekorde.
Ein Sammler aus Florida kaufte das Werk für seine Sammlung.